# حوض بانونيا

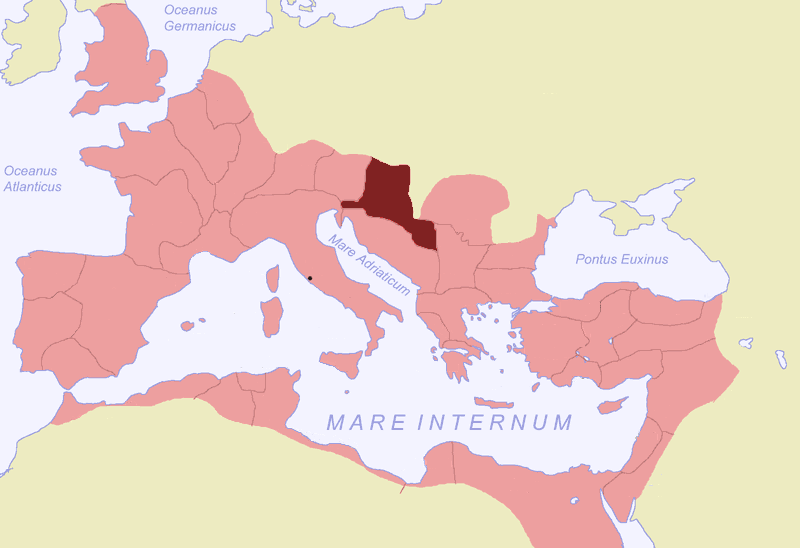
الحدود المميزة لمقاطعة بانونيا داخل الإمبراطورية الرومانية

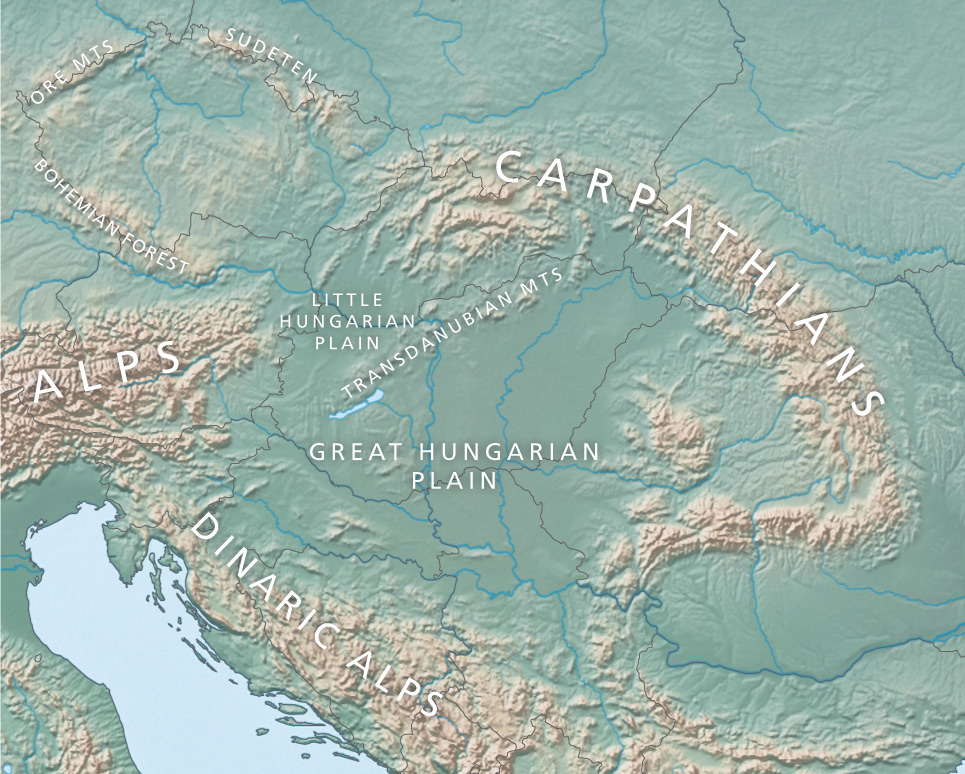
تضاريس الحوض والجبال المحيطة به

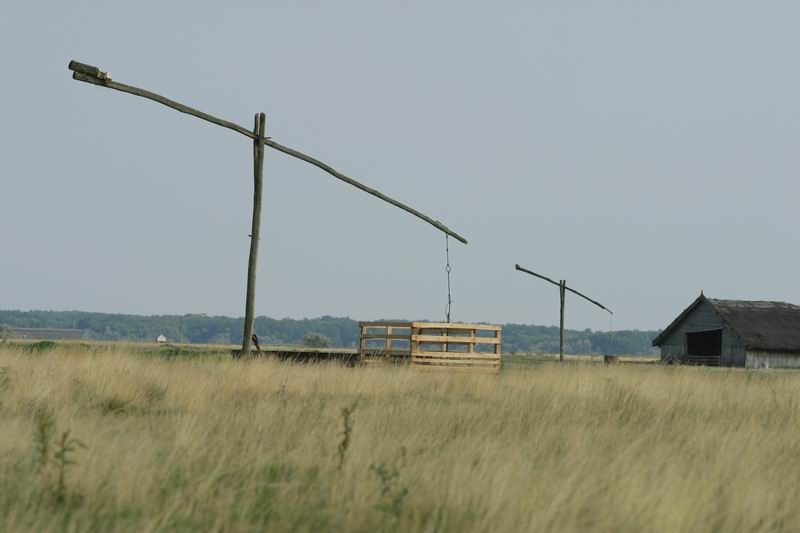
مزرعة في منتزه هورتوباغي الوطني

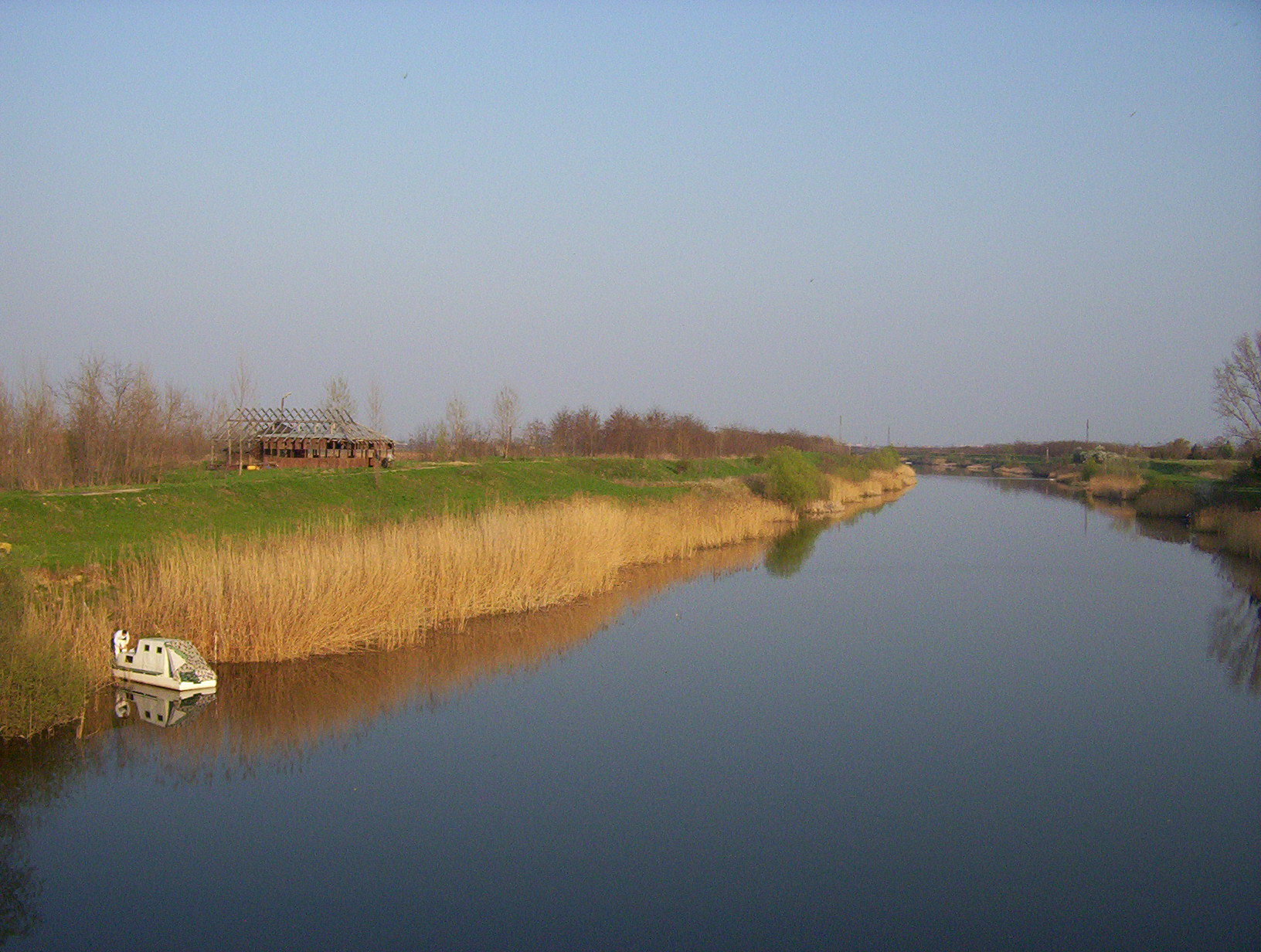
قناة الدانوب-تيسا-الدانوب بالقرب من قرية رومينكا القريبة من نوفي ساد

حوض بانونيا (بالإنجليزية: Pannonian Basin) أو حوض الكاربات (بالإنجليزية: Carpathian Basin)،     هو حوض كبير في أوروبا الوسطى. يقع حوض بانونيا في الجزء الجنوبي الشرقي من أوروبا الوسطى. يشكل الحوض وحدة طبوغرافية منفصلة في المشهد الأوروبي، وتحيط به حدود جغرافية مكونة من جبال الكاربات وجبال الألب. يقسم نهرا الدانوب وتيسا الحوض إلى نصفين تقريبًا. ويمتد الحوض تقريبا بين فيينا في الشمال الغربي، وكوشيتسه في الشمال الشرقي، وزغرب في الجنوب الغربي، ونوفي ساد في الجنوب وساتو ماري في الشرق.
من حيث الحدود الدولية الحديثة، يتركز الحوض في أراضي المجر، لكنه يغطي أيضا مناطق في غرب سلوفاكيا (الأراضي السلوفاكية الشرقية) وجنوب شرق بولندا وغرب أوكرانيا وغرب رومانيا وشمال صربيا (فويفودينا)، الطرف الشمالي الشرقي من كرواتيا (سلافونيا)، شمال شرق سلوفينيا، وشرق النمسا. اسم «بانونيا» يأتي من بانونيا، وهي مقاطعة قديمة كانت تابعة للإمبراطورية الرومانية.

## جغرافيا

المناطق الجغرافية الطبيعية في أوروبا

على الرغم من أن الأمطار ليست وفيرة في المناطق المتواجدة في الحوض، إلا أنها عادة ما تسقط في الأوقات المعتادة، وتعد السهول المتواجدة في الحوض منطقة زراعية رئيسية؛ حيث يقال أحيانا أن هذه المناطق الزراعية الغنية بالتربة الطفالية يمكن أن تغذي كل أوروبا. بالنسبة للمستوطنين الأوائل، لم توفر السهول سوى مصادر قليلة من المعادن أو الحجر. عندما يصادف علماء الآثار عينات من حجر السج أو الكريت أو النحاس أو الذهب، تكون لديهم فرص كبيرة لتفسير مسارات التجارة القديمة.

### المناطق
- باكا / باكسكا ( صربيا،  المجر)
  - ساجاسكا ( صربيا)
  - تيليكا ( صربيا)
  - غورني بريغ ( صربيا)
- بنات ( رومانيا،  صربيا،  المجر)
  - فيليكي ريت ( صربيا)
  - غورني ليفادي ( صربيا)
- بارانيا / بارانيا ( المجر،  كرواتيا)
- بورغنلاند (حوض نوزيدلر)،  النمسا
- كريشانا ( رومانيا)
- جاساج ( المجر)
- كونساج ( المجر)
- السهل الهنغاري الصغير (هنغاريا،  سلوفاكيا)
- ماوفا ( صربيا)
- مييمورجي ( كرواتيا)
- مورافيا (جزء منها)،  جمهورية التشيك
- موسلافينا ( كرواتيا)
- بودرافينا ( كرواتيا،  المجر، حول نهر درافا)
- بودونفالجي ( صربيا،  كرواتيا، حول نهر الدانوب)
- بوكوبليا ( كرواتيا، حول نهر كوبا)
- بومورافلي (جزء)،  صربيا، حول نهر مورافا
- بومورشيه ( رومانيا،  المجر،  صربيا، حول نهر موريس)
- بوسافينا ( كرواتيا،  البوسنة والهرسك،  صربيا، حول نهر سافا)
- بوتيسيه ( صربيا، حول نهر تيسا)
- بريكموري ( سلوفينيا)
- سيمبيريا ( البوسنة والهرسك)
- سلافونيا ( كرواتيا)
  - بالاشا ( كرواتيا)
- سريم ( صربيا،  كرواتيا)
  - بودلوجي ( صربيا)
  - شكاديجا ( كرواتيا)
  - سباوفا ( كرواتيا)
- زاكارباتيا لو لاند ( أوكرانيا)
- ترانسدانوبيا ( المجر)
- حوض فيينا (جزء منه)،  النمسا
- فويفودينا ( صربيا)

## مدن كبرى
هذه قائمة بالمدن المتواجدة في حوض بانونيا والتي يبلغ عدد سكانها أكثر من 100,000 نسمة :
- بودابست،  المجر (1750268) ▲
- بلغراد،  صربيا (1,166,763) ▲
- زغرب،  كرواتيا (812,635) ▲
- براتيسلافا،  سلوفاكيا (546300) ▲
- تيميشوارا،  رومانيا (319279) ▲
- نوفي ساد،  صربيا (27722) ▲
- غراتس،  النمسا (265778) ▲
- كوشيتسه،  سلوفاكيا (240688) ▲
- ديبريسين،  المجر (204333) ▼
- أوراديا،  رومانيا (196367) ▼
- ميشكولتس،  المجر (162905) ▼
- سيجد،  المجر (161,837) ▼
- اراد،  رومانيا (159704) ▼
- بيكس،  المجر (14719) ▼
- جيور،  المجر (128,567) ▼
- نييريجيهازا،  المجر (118185) ▼
- أوزهورود، اوكرانيا (115163) ▼
- كيسكيميت،  المجر (111,863) ▲
- سوبوتيتسا،  صربيا (105,681) ▼
- ساتو ماري،  رومانيا (102,441) ▼

## وصلات خارجية
- Zentai László's account of the Basin formation In Hungarian.
- Anthropological sketch of the prehistoric population نسخة محفوظة 8 مارس 2016 على موقع واي باك مشين.
- Körös Regional Archaeological Project: Neolithic and Copper Age archaeology in the Pannonian plain